# براندون باي
براندون باي (بالإنجليزية: Brandon Bye)‏ هو لاعب كرة قدم أمريكي، ولد في 29 نوفمبر 1995 في كالامازو في الولايات المتحدة. لعب مع نيو إنجلاند ريفولوشن.

## وصلات خارجية
- براندون باي على موقع الدوري الأمريكي (الإنجليزية)
- براندون باي على موقع قاعدة بيانات كرة القدم.إي يو (الإنجليزية)
- براندون باي على موقع Soccerbase.com (لاعب) (الإنجليزية)
- براندون باي على موقع Soccerway.com (الإنجليزية)
- براندون باي على موقع عالم كرة القدم.نت (الإنجليزية)